# Ciámites
En la mitología griega, Ciámites (griego antiguo: Κυαμίτης de κύαμος: "haba") era un héroe o semidiós, adorado localmente en Atenas. Tenía un santuario en el camino sagrado a Eleusis.
Su nombre se ha interpretado como "el dios de las habas y mecenas del mercado de habas", dado que el mercado de habas (κυαμῖτις) se encontraba, según Plutarco, en la mismo camino, no lejos del santuario.

## Ences externos
- El hilo de Ariadna - Ciamites Archivado el 29 de mayo de 2016 en Wayback Machine.

- Datos: Q5197359